# Démocratie (cuirassé)
Le Démocratie est un cuirassé de la marine française construit à Brest à partir de 1903.

C'est un cuirassé de type pré-dreadnought de la classe Liberté.

## Historique
Avant la Première Guerre mondiale, le cuirassé Démocratie participe essentiellement à la représentation de la France dans divers pays. Il est ainsi présent aux différentes revues protocolaires présidentielles à Bizerte et à Toulon (1911) ou à Malte pour faire honneur au roi George V (janvier 1912).
Au début de la Grande Guerre, le Démocratie participe au déploiement des troupes du 19e corps d'armée français à partir de l'Algérie vers la France. Entre-temps, le 16 août 1914, il participe à la bataille d'Antivari qui voit un croiseur austro-hongrois, le Zenta, couler. Ensuite il passe la majorité de la guerre à sillonner la Méditerranée orientale. Basé à Corfou, il patrouille la mer Ionienne pour réprimer la marine austro-hongroise et ottomane.
À la fin 1918, il est envoyé, avec ses sister-ships, à Moudros pour participer au blocus du détroit des Dardanelles.
Peu après l'armistice, le cuirassé Démocratie part, avec le cuirassé Justice, rejoindre en Mer Noire la flotte alliée. Il est basé à Constantinople et Sébastopol, pour aider à faire respecter les termes de l'Armistice avec l’Allemagne. En juin 1919, il revient en France en accompagnant une délégation ottomane venue assister à la conférence de Paris.
Entre juin 1919 et mars 1920, le Démocratie est affecté à l'école de canonnage de la division des écoles de la Méditerranée, puis placé, le 1er avril 1920 en réserve spéciale. Le 31 décembre 1920, il est désarmé pour être ensuite condamné et rayé le 18 mai 1921. En septembre 1922, il est remorqué jusqu'à Savone pour y être démoli.

## Incidents à bord
Le 2 septembre 1909, lors d'une croisière entre Brest et Toulon, un feu se déclare dans les isolants de cloison d'une chaufferie. Les marins n'ont pas d'autre moyen que de noyer la soute à munitions pour éviter une catastrophe.
Le 25 septembre 1911, lors de l'explosion du cuirassé Liberté, à la suite d'un incendie dans les soutes avant de ce dernier, un obus de 305 mm vient frapper la coque du Démocratie à hauteur du carré des officiers. Les réparations vont durer un mois.
Par deux fois, le 20 décembre 1913 lors d'exercices et le 17 août 1914 pendant un convoyage de navires marchands, il entre en collision avec le cuirassé Justice.
Le 28 mai 1914, lors d'un exercice d'escadre, le cuirassé Démocratie est abordé par le cuirassé Suffren alors en panne de moteur. Contrairement à son assaillant (brèche de 1,50 m sur la coque extérieure et arrachement de son écubier), il ne souffre que d'avaries minimes qui ne nécessitent que trois semaines de réparations,.
En septembre 1918, basé en mer Ionienne, le Démocratie est durement frappé par la grippe (32 décès sont comptabilisés). Un cas de force majeure qui le contraint à regagner l'arsenal. À partir de là, la situation du personnel à bord est la suivante : 188 sont présents aux postes, 205 sont à l’hôpital, 294 sont en permission ou en convalescence.

### Documents numérisés
- Journaux de bord du 01/07/1914 au 12/07/1917.

➞ Ministère de la Défense, Mémoire des hommes : Journaux des unités (1914-1918) : Cuirassé Démocratie, vol. SS Y 143, 1914-1917 (présentation en ligne, lire en ligne)
- Journaux de bord du 13/07/1917 au 18/12/1918

➞ Ministère de la Défense, Mémoire des hommes : Journaux des unités (1914-1918) : Cuirassé Démocratie, vol. SS Y 144, 1917-1918 (présentation en ligne, lire en ligne)